# Liste des ministres français de la Francophonie
Cet article liste les ministres ou les secrétaires d’État français chargés de la Francophonie.
Le secrétaire d'État chargé de la Francophonie et des Partenariats internationaux est Thani Mohamed Soilihi, depuis le 21 septembre 2024. Il devient Ministre délégué chargé de la Francophonie et des Partenariats internationaux le 23 décembre 2024.

## Cinquième République
| Ministre délégué ou secrétaire d'État                                                 | Ministre délégué ou secrétaire d'État              | Ministre délégué ou secrétaire d'État              | Intitulé | Ministre de tutelle                                | Intitulé                                                           | Début                                              | Fin                                                | Gouvernement              |
| ------------------------------------------------------------------------------------- | -------------------------------------------------- | -------------------------------------------------- | --- | -------------------------------------------------- | ------------------------------------------------------------------ | -------------------------------------------------- | -------------------------------------------------- | ------------------------- |
|                                                                                       | Lucette Michaux-Chevry                             | RPR                                                | Secrétaire d'État chargé de la Francophonie                                                                        | Jacques Chirac                                     | Premier ministre                                                   | 20 mars 1986                                       | 10 mai 1988                                        | Chirac 2                  |
|                                                                                       | Thierry de Beaucé                                  | Divers gauche                                      | Secrétaire d'État chargé des Relations culturelles internationales et de la Francophonie                           | Roland Dumas                                       | Ministre d'État, ministre des Affaires étrangères                  | 12 mai 1988                                        | 23 juin 1988                                       | Rocard 1                  |
|                                                                                       | Alain Decaux                                       | Divers gauche                                      | Ministre délégué chargé de la Francophonie                                                                         | Roland Dumas                                       | Ministre d'État, ministre des Affaires étrangères                  | 28 juin 1988                                       | 15 mai 1991                                        | Rocard 2                  |
|                                                                                       | Catherine Tasca                                    | PS                                                 | Ministre déléguée à la Francophonie                                                                                | Roland Dumas                                       | Ministre d'État, ministre des Affaires étrangères                  | 16 mai 1991                                        | 2 avril 1992                                       | Cresson                   |
| Secrétaire d'État chargée de la Francophonie et des Relations culturelles extérieures | Catherine Tasca                                    | PS                                                 | 2 avril 1992 | Roland Dumas                                       | Ministre d'État, ministre des Affaires étrangères                  | 29 mars 1993                                       | Bérégovoy                                          |                           |
|                                                                                       | Jacques Toubon                                     | RPR                                                | Ministre de la Culture et de la Francophonie                                                                       | Plein exercice                                     | Plein exercice                                                     | 29 mars 1993                                       | 18 mai 1995                                        | Balladur                  |
|                                                                                       | Margie Sudre                                       | RPR                                                | Secrétaire d'État chargée de la Francophonie                                                                       | Hervé de Charette                                  | Ministre des Affaires étrangères                                   | 18 mai 1995                                        | 7 novembre 1995                                    | Juppé 1                   |
| 7 novembre 1995                                                                       | Margie Sudre                                       | RPR                                                | Secrétaire d'État chargée de la Francophonie                                                                       | Hervé de Charette                                  | Ministre des Affaires étrangères                                   | 2 juin 1997                                        | Juppé 2                                            |                           |
|                                                                                       | Charles Josselin                                   | PS                                                 | Secrétaire d'État à la Coopération et à la Francophonie (à partir du 22 novembre 1997)                             | Hubert Védrine                                     | Ministre des Affaires étrangères                                   | 4 juin 1997                                        | 13 février 1998                                    | Jospin                    |
| Ministre délégué à la Coopération et à la Francophonie                                | Charles Josselin                                   | PS                                                 | 13 février 1998 | Hubert Védrine                                     | Ministre des Affaires étrangères                                   | 6 mai 2002                                         |                                                    | Jospin                    |
|                                                                                       | Dominique de Villepin                              | RPR                                                | Ministre des Affaires étrangères, de la Coopération et de la Francophonie                                          | Plein exercise                                     | Plein exercise                                                     | 6 mai 2002                                         | 17 juin 2002                                       | Raffarin 1                |
|                                                                                       | Pierre-André Wiltzer                               | UMP                                                | Ministre délégué à la Coopération et à la Francophonie                                                             | Dominique de Villepin                              | Ministre des Affaires étrangères                                   | 17 juin 2002                                       | 30 mars 2004                                       | Raffarin 2                |
|                                                                                       | Xavier Darcos                                      | UMP                                                | Ministre délégué à la Coopération, au Développement et à la Francophonie                                           | Michel Barnier                                     | Ministre des Affaires étrangères                                   | 31 mars 2004                                       | 31 mai 2005                                        | Raffarin 3                |
|                                                                                       | Brigitte Girardin                                  | UMP                                                | Ministre déléguée à la Coopération, au Développement et à la Francophonie                                          | Philippe Douste-Blazy                              | Ministre des Affaires étrangères                                   | 2 juin 2005                                        | 15 mai 2007                                        | de Villepin               |
| Aucun titulaire du 15 mai au 18 juin 2007                                             | Aucun titulaire du 15 mai au 18 juin 2007          | Aucun titulaire du 15 mai au 18 juin 2007          | Aucun titulaire du 15 mai au 18 juin 2007                                                                          | Aucun titulaire du 15 mai au 18 juin 2007          | Aucun titulaire du 15 mai au 18 juin 2007                          | Aucun titulaire du 15 mai au 18 juin 2007          | Aucun titulaire du 15 mai au 18 juin 2007          | Fillon 1                  |
|                                                                                       | Jean-Marie Bockel                                  | LGM                                                | Secrétaire d'État chargé de la Coopération et de la Francophonie                                                   | Bernard Kouchner                                   | Ministre des Affaires étrangères et européennes                    | 18 juin 2007                                       | 18 mars 2008                                       | Fillon 2                  |
|                                                                                       | Alain Joyandet                                     | UMP                                                | Secrétaire d'État chargé de la Coopération et de la Francophonie                                                   | Bernard Kouchner                                   | Ministre des Affaires étrangères et européennes                    | 18 mars 2008                                       | 4 juillet 2010                                     | Fillon 2                  |
| Aucun titulaire du 4 juillet 2010 au 13 novembre 2010                                 |                                                    |                                                    | |                                                    |                                                                    |                                                    |                                                    | Fillon 2                  |
| Aucun titulaire du 13 novembre 2010 au 16 mai 2012                                    | Aucun titulaire du 13 novembre 2010 au 16 mai 2012 | Aucun titulaire du 13 novembre 2010 au 16 mai 2012 | Aucun titulaire du 13 novembre 2010 au 16 mai 2012                                                                 | Aucun titulaire du 13 novembre 2010 au 16 mai 2012 | Aucun titulaire du 13 novembre 2010 au 16 mai 2012                 | Aucun titulaire du 13 novembre 2010 au 16 mai 2012 | Aucun titulaire du 13 novembre 2010 au 16 mai 2012 | Fillon 3                  |
|                                                                                       | Yamina Benguigui                                   | Divers gauche                                      | Ministre déléguée chargée des Français de l'étranger et de la Francophonie                                         | Laurent Fabius                                     | Ministre des Affaires étrangères                                   | 16 mai 2012                                        | 18 juin 2012                                       | Ayrault 1                 |
| Ministre déléguée chargée de la Francophonie                                          | Yamina Benguigui                                   | Divers gauche                                      | 21 juin 2012 | Laurent Fabius                                     | Ministre des Affaires étrangères                                   | 31 mars 2014                                       | Ayrault 2                                          |                           |
|                                                                                       | Annick Girardin                                    | PRG                                                | Secrétaire d'État chargée du Développement et de la Francophonie (à partir du 9 avril 2014)                        | Laurent Fabius                                     | Ministre des Affaires étrangères et du Développement international | 2 avril 2014                                       | 25 août 2014                                       | Valls 1                   |
| 26 août 2014                                                                          | Annick Girardin                                    | PRG                                                | Secrétaire d'État chargée du Développement et de la Francophonie (à partir du 9 avril 2014)                        | Laurent Fabius                                     | Ministre des Affaires étrangères et du Développement international | 11 février 2016                                    | Valls 2                                            |                           |
|                                                                                       | André Vallini                                      | PS                                                 | Secrétaire d'État chargé du Développement et de la Francophonie                                                    | Jean-Marc Ayrault                                  | Ministre des Affaires étrangères et du Développement international | 11 février 2016                                    | Valls 2                                            | 6 décembre 2016           |
|                                                                                       | Jean-Marie Le Guen                                 | PS                                                 | Secrétaire d'État chargé du Développement et de la Francophonie                                                    | Jean-Marc Ayrault                                  | Ministre des Affaires étrangères et du Développement international | 6 décembre 2016                                    | 10 mai 2017                                        | Cazeneuve                 |
| Aucun titulaire du 10 mai 2017 au 26 juillet 2020                                     | Aucun titulaire du 10 mai 2017 au 26 juillet 2020  | Aucun titulaire du 10 mai 2017 au 26 juillet 2020  | Aucun titulaire du 10 mai 2017 au 26 juillet 2020                                                                  | Aucun titulaire du 10 mai 2017 au 26 juillet 2020  | Aucun titulaire du 10 mai 2017 au 26 juillet 2020                  | Aucun titulaire du 10 mai 2017 au 26 juillet 2020  | Aucun titulaire du 10 mai 2017 au 26 juillet 2020  | Philippe (1) Philippe (2) |
|                                                                                       | Jean-Baptiste Lemoyne                              | LREM                                               | Secrétaire d'État chargé du Tourisme, des Français de l'étranger et de la Francophonie                             | Jean-Yves Le Drian                                 | Ministre de l'Europe et des Affaires étrangères                    | 26 juillet 2020                                    | 20 mai 2022                                        | Castex                    |
|                                                                                       | Chrysoula Zacharopoulou                            | LREM                                               | Secrétaire d'État chargée du Développement, de la Francophonie et des Partenariats internationaux                  | Catherine Colonna                                  | Ministre de l'Europe et des Affaires étrangères                    | 20 mai 2022                                        | 11 janvier 2024                                    | Borne                     |
|                                                                                       | Franck Riester                                     | RE                                                 | Ministre délégué chargé du Commerce extérieur, de l’Attractivité, de la Francophonie et des Français de l’étranger | Stéphane Séjourné                                  | Ministre de l'Europe et des Affaires étrangères                    | 8 février 2024                                     | 21 septembre 2024                                  | Attal                     |
|                                                                                       | Thani Mohamed Soilihi                              | RE                                                 | Secrétaire d'État chargé de la Francophonie et des Partenariats internationaux                                     | Jean-Noël Barrot                                   | Ministre de l'Europe et des Affaires étrangères                    | 21 septembre 2024                                  | En cours                                           | Barnier                   |